# 灰光
灰光是在金星夜晚一側發出的微弱可見光線，可以用觀測者在月球上同時看見白天的中國和夜晚的北美洲來比擬。灰光被認為與從地球上看見月球的地球反照非常相似，但沒有很容易辨別的亮度。它在1643年1月9日首度被天文學家乔瓦尼·巴蒂斯塔·里乔利發現，之後也經常在不同天文學家的研究中被提到，包括赫歇爾、帕特里克·穆爾、Dale Cruikshank和威廉·肯尼斯·哈特曼。
在更強而有力的望遠鏡被發展出來之前，早期的天文學家弗朗茨·冯·格罗特胡森相信灰光是從金星新皇帝就位的慶祝活動發出來的，之後又認為是居民燃燒植被，為農田留出空間產生的。

## 探究的企圖
一些太空任務曾經致力於灰光的記錄，希望能確認乔瓦尼·巴蒂斯塔·里乔利和其他天文學家所聲稱的發現。有幾種假設正被相關機構考慮，嘗試來解釋這種天文現象。
在夏威夷的凱克1號曾被用來嘗試著觀察灰光。研究人員宣稱在金星的夜晚一側看見暗綠色的光輝，它們懷疑是二氧化碳，這是已知在金星大氣中濃度最高的成分。當這種分子被來自太陽的紫外線分解時，它們會成為一氧化碳和氧，並且輻射出綠色的光。然而，這樣輻射出來的光非常微弱，研究人員質疑是否能夠解釋環繞著的灰光。
一些其它現代化的光學儀器也有觀測到灰光的紀錄。例如，金星9號的光譜儀看到一些不規則的光脈衝。
業餘天文學家嘗試透過遮蔽棒（可以遮住一隻眼睛的一種遮罩）來觀察灰光。這樣的鏡子能夠遮蔽掉金星光輝的部分，使散射至眼中多餘的光線大量減少，提高看見微弱灰光的機會。但是，金星的光會被地球的大氣層和望遠的鏡片散射，使得觀測者的工作難以進行，很難在正確的時間獲得適當的影像。不過，已經可以計算觀測的時間，推算會被地球大氣散射的金星亮面部分被月球遮蔽的情況。例如，2001年7月17日，眉月的月球遮蔽掉金星明亮的部份（月掩金星）。遺憾的是能夠抓住這近乎完美的掩星觀測機會的地點在大西洋的中間，並且能夠用於觀測的時間也只有10至20秒。

## 其他的假說
另一種解釋灰光的假說是閃電。如果在一段的時間週期內，有好幾次的閃電衝擊，都發生在夜晚的這一側，這樣的序列或許可以引發環繞整個金星天空的灰光。但是，一篇由愛荷華大學的團隊發表在自然雜誌一月號的文章，對這種想法提出了負面的批評，並對這種想法提出懷疑。察看在1998年及1999年接近金星的卡西尼號太空船的資料之後，這個小組查覺到沒有高頻的無線電雜訊被檢測到。在地球上，當雷暴期間都可以在調幅廣播的頻道上收聽到靜電引發的噪音。如果灰光是由閃電引起的，應該也會偵測到相同的噪音。在2007年，金星快車偵測到這樣的口哨聲，確認金星有閃電的發生。在許多天文學家的支持下，這似乎是最有前途的一種假說，包括下面兩位研究者論文的調查結果，都以他們的發現支持這種假說。

### 羅素和菲利浦
來自在洛杉磯加利福尼亞州立大學的地球物理和行星物理學院位於新墨西哥州洛斯阿拉莫斯洛斯阿拉莫斯國家實驗室的克里斯托弗·T·羅素和J·L·菲利浦（ J. L. Phillips），提供了一種全新的數學方法，或許可以完全搞清楚灰光的成因。在論文中闡述，最被青睞的假說，就是金星閃電的想法。兩人都認為這種現象發生了，他們在論文中寫道：

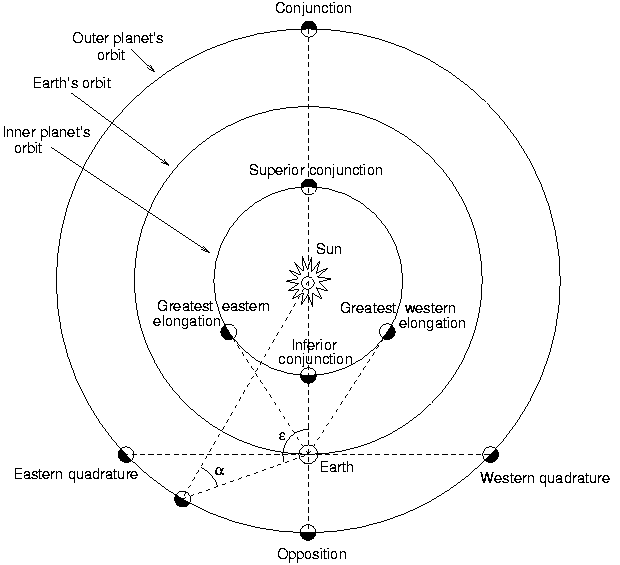
一個下合的例子。

|  | 相互完全独立的许多观测者都同时观测到了灰光。这些同步观测中的一部分是由专业的天文学家们在延续至今的，拥有改进过的仪器的天文台里作出的。这意味着这种现象是真实的。 在圖片的描繪中， . [2009-12-28]. （原始内容存档于2019-06-26）.顯示金星灰光出現的場合是在相對於金星-太陽-地球的下合之前和之後的角度。 上方面板的實線軌跡顯示了1954年至1962年的目擊次數，而下方面板則顯示同樣的目擊次數下，在該地球－太陽－金星角度的星等的觀測總量下的標準化結果。每個板上的虛線軌跡表示方程式的可能函數，已標準化至和天文觀測相同的積分值（integrated value）…… 我們解釋此關係的圖如下所示，假定觀測者不斷的注視著金星，所以可以對金星所有的經度提供相似的觀測時間量。當地球-太陽-金星有著較大的角度時，因為金星的距離較遠而難以觀測。此外，被陽光照亮的百分比在金星的半球面尚是較大時，灰光也難以被觀測到。我們期盼金星灰光發生過程所扮演的角色，是無關乎金星和地球的相對位置，而變化的發生比率主要是因為從地球觀測的位置。 |

### 內合（下合）與外合（上合）
假設位置和觀測灰光的能力對我們都是有利的，這意味著我們無須將儀器安置在大洋中來使用我們的技術，並且允許我們在不會傷害到眼睛的情況下觀測，羅素和菲利浦發現複製出如同上圖中所有測量出來的一般特徵是有可能的。更詳細的說明和對數學有興趣的，都可以在他們的論文中找到。
考慮到觀測的極限和“簡化的模型”，根據羅素和菲利浦，觀測的現象和計算之間似乎有更多的關聯性可以被聯繫，這有助於找出灰光真正的成因。它們支持灰光的發生是夜晚側金星的閃電現象。從地球到金星的距離，也是一個可以控制灰光是否能被看見的一個因素，不過，它也與觀測移器所在的特殊位置相關。

### 引用
1. 1 2  Russell, C. T.; Phillips, J. L. . Advances in Space Research (Great Britain). 1990, 10 (5): (5)137–(5)141  [2009-12-28]. （原始内容存档于2021-02-27）.
2. ↑  Russell, C. T.; Zhang, T. L.; Delva, M.; Magnes, W.; Strangeway, R. J.; Wei, H. Y. . Nature. 29 November 2007, 450: 661–662  [2009-12-28]. doi:10.1038/nature05930. （原始内容存档于2012-01-13）.